# Moskowskoje (Kraj Stawropolski)
Moskowskoje (ros. Московское) – wieś w Rosji, w Kraju Stawropolskim, w rejonie izobilnieńskim. W 2010 liczyła 5623 mieszkańców.